# Bruno Bettelheim
Pour les articles homonymes, voir Bettelheim.
 (août 2020).
Bruno Bettelheim, né le 28 août 1903 à Vienne et mort le 13 mars 1990 à Silver Spring (Maryland), est un pédagogue et psychothérapeute américain d'origine autrichienne.
Il s'est rendu célèbre par la publication de livres où il explique les théories pédagogiques et psychothérapiques, mises en œuvre à l'École d'orthogénie de l'université de Chicago qu'il a dirigée pendant trente ans, et par ses théories sur les causes de l'autisme exposées notamment dans La Forteresse vide.
La plupart de ses travaux sont discrédités après sa mort, en raison de titres universitaires frauduleux, d'allégations d'abus sur des patients, d'accusations de plagiat, et d'un manque de surveillance de la part des institutions et de la communauté des psychologues. Ses théories sur le traitement de l'autisme sont universellement jugées comme obsolètes et pseudoscientifiques.

## Biographie
Bruno Bettelheim a géré pendant une dizaine d'années l'entreprise de sa famille, dans le commerce de bois, son père étant mort prématurément de la syphilis[réf. nécessaire]. Il a obtenu un doctorat en Philosophie à l'université de Vienne, sans mention. Il est l'un des derniers Juifs à passer un doctorat à l'université de Vienne (en esthétique, une des branches de la philosophie) avant l'Anschluss de mars 1938[réf. nécessaire].
Il revendique s'être formé au sein de la Société psychanalytique de Vienne, et avoir fait une analyse avec Richard Sterba[réf. nécessaire]. Il n'existe cependant aucune trace de son éventuelle candidature à l'institut de psychanalyse de Vienne.
Arrêté par les nazis en mai 1938, il est déporté dans les camps de concentration de Dachau puis, après les accords de Munich, de Buchenwald. Libéré en mai 1939, il émigre aux États-Unis, et débarque alors « sans un sou », avec un besoin important de trouver un  travail salarié. Son expérience des camps de concentration sera une des clés de ses théories psychanalytiques, il écrira sur les phénomènes psychologiques à l'œuvre, selon lui, au sein des camps de détention, entre les prisonniers et leurs tortionnaires et publie en 1943 Comportement individuel et comportement de masse dans les situations extrêmes dont la lecture fut rendue obligatoire par le général Eisenhower à tout officier des états-majors américains en Allemagne, imprimé en langue allemande en 1964. Cette étude fut complétée plus tard pour en faire un livre : Le Cœur Conscient.
Bettelheim fut aux États-Unis l'un des plus éminents et ardents défenseurs du livre Eichmann à Jérusalem de la philosophe Hannah Arendt[source insuffisante].
Ayant perdu sa femme et redoutant la dégradation de sa santé, il se suicide le 13 mars 1990 en enfermant sa tête dans un sac en plastique ; il a 86 ans. Peu après, une polémique se développe, concernant sa réelle compétence de psychanalyste.[réf. souhaitée]

## Aperçu de ses idées
Bruno Bettelheim considère que l'angoisse est l'élément central de la psychose de l'enfant. Il détecte dans les troubles comportementaux des enfants de l'École orthogénique des carences affectives et l'angoisse de la mort. Sa thérapie se fonde sur la construction d'un environnement rassurant, matériel et affectif, préalable nécessaire à toute démarche thérapeutique. D'un point de vue purement pédagogique, Bettelheim rejoint en cela des idées développées par A. S. Neill à l'École de Summerhill. Il insiste sur l'idée que, quels que soient les symptômes manifestés par les patients, ils sont la meilleure réponse que ceux-ci aient trouvée à leur angoisse.
Il expose ses recherches dans de nombreux ouvrages dont plusieurs connurent un grand retentissement dont La Forteresse vide, qui aborde les problèmes de l'autisme encore peu connus à l'époque, et Psychanalyse des contes de fées dans lequel il montre comment ces textes transmis de génération en génération répondent de façon précise aux angoisses du jeune enfant. Le roi et la reine sont une image inconsciente des « bons » parents, comme la marâtre, la sorcière, l'ogre, font partie des fantasmes de l'enfant qui voit en ses parents, parfois non plus les « bonnes images », mais celle de parents méchants et frustrants.
En 1974, une suite d’émissions télévisés est réalisée par Daniel Karlin. Elle est publiée en 1975 sous le titre de « Un autre regard sur la folie » et servira à le faire connaitre en France.

### Autisme
- Si vous ne connaissez pas le sujet, laissez ce bandeau (vous pouvez alors contacter les auteurs).
- Si vous supprimez le contenu mis en cause (vous pouvez préalablement contacter les auteurs),

argumentez précisément cette suppression dans la page de discussion
(un manque de référence n'est pas un argument ; une recherche réelle de référence doit avoir été effectuée, être formellement documentée).
Psychanalysé par le praticien viennois Richard Sterba, Bruno Bettelheim se pose à la fois comme un fidèle des idées freudiennes et comme un éducateur[réf. nécessaire]. Il professe que, sans fondement organique démontré, l'autisme peut être réceptif à la psychothérapie. De son expérience des camps, il a acquis la conviction que sans une pédagogie centrée sur un milieu voué à l'écoute de l'enfant, de ses angoisses et besoins, aucun enfant perturbé ne peut trouver les bases sur lesquelles construire une personnalité harmonieuse. Les camps de concentration ayant été pensés pour anéantir le moi, un environnement stable, lisible et positif pourrait à l'inverse créer les conditions favorables à son édification.
Bruno Bettelheim reprend le terme et le concept de « mère réfrigérateur » (« refrigerator mother ») de Leo Kanner[source insuffisante] créateur de la notion moderne d'autisme. Alors que Kanner défendait l'idée d'une cause innée de l'autisme, revenant à une approche plus médicale, Bettelheim reprend l’expression pour orienter les thérapeutes vers l'idée d'une cause acquise et relative aux parents.[réf. souhaitée]
Cependant sa conception de l’étiologie de l’autisme ne cesse d’osciller entre deux positions contradictoires[Interprétation personnelle ?]. D’une part, il cite Anna Freud et commente « Heureusement, les psychanalystes commencent à dénoncer le spectre de la mère rejetante », il affirme « ce n’est pas l’attitude maternelle qui produit l’autisme, mais la réaction spontanée de l’enfant à cette attitude ». Bruno Bettelheim ajoute que « ce serait […] commettre une lourde erreur que de prétendre qu’un parent désire créer, chez son enfant, une chose comme l’autisme » ou encore « bien que les attitudes de la mère devant le retrait de son enfant soient capitales, nous ne pouvons pas en déduire qu’elles l’ont provoqué » ; cependant il écrit par ailleurs : « tout au long de ce livre je soutiens que le facteur qui précipite l'enfant dans l'autisme infantile est le désir de ses parents qu'il n'existe pas ». C'est surtout cette dernière prise de position qui a été retenue et considérée comme une condamnation des parents. Pourtant, là encore, sa pensée est plus nuancée que ce qui en est en général rapporté[Interprétation personnelle ?] : " même si on devait découvrir un jour, écrit-il, que la contribution des parents est vraiment primordiale, il n'en resterait pas moins que ces parents se sont comportés ainsi parce qu'ils ne pouvaient pas faire autrement. Ils ont eu plus que leur part de souffrance avec cet enfant. Les culpabiliser ajouterait certainement à leur malheur et n'aiderait certainement personne".
Les théories de Bettelheim concernant l'implication des parents dans la genèse de l'autisme sont aujourd'hui déconsidérées. Ainsi, en 2012, la psychanalyste Marie-Christine Laznik avance : « Bettelheim était complètement à côté de la plaque. Les mères n'ont rien à voir avec l'origine de l'autisme ». Au reste, du vivant même de Bettelheim, beaucoup de psychanalystes affirmaient ne pas partager ses thèses concernant l'étiologie de l'autisme. Contrairement à l’hypothèse d’un désir pathogène de la mère, M. Malher soutient dès les années 1970 que le traitement de l’enfant autiste passe par la mise en place d’un « principe maternant », de sorte que dans sa pratique la mère et le psychanalyste sont associés dans le travail avec l’enfant. Le thérapeute, précise-t-elle, fonctionne comme un « catalyseur », et il « encourage prudemment, mais continuellement », une « redécouverte de la mère ». Frances Tustin, psychanalyste britannique, formée à la prestigieuse Tavistock Clinic de Londres, publie entre 1972 et 1990 quatre ouvrages qui ont formé pour une grande part l’approche psychanalytique de l’autisme – en particulier celle diffusée dans les Instituts et les Écoles. Sa condamnation de la thèse de Bettelheim sur les parents nocifs est sans ambiguïté. Kanner, écrit-elle en 1986, a lancé une mode bien regrettable en caractérisant les mères d’autistes comme « froides et intellectuelles ». « Depuis qu’il a dit cela, on s’est constamment renvoyé des expressions comme « mères réfrigérantes pour parler d’elles. Je ne souscris pas à ce point de vue. […] Je suis convaincue qu’il y a quelque chose dans la nature de l’enfant qui le prédispose à l’autisme ». Quatre ans plus tard, elle insiste sur ce point. « Il me semble, écrit-elle, que la plupart des théories sur l’autisme n’insistent pas assez sur les propensions innées des êtres humains ». Elle cite les propos d’une psychologue australienne, avec laquelle elle déclare se trouver en plein accord, « en tant que psychologue ayant travaillé avec des enfants autistes et leurs parents pendant douze ans, je n’ai trouvé aucun rapport entre l’état de ces enfants et le manque d’amour des parents. En fait, certains des parents les plus attentionnés que j’ai rencontrés sont précisément ceux qui se trouvent avoir un enfant autiste ». Dès 1981, elle soulignait qu’il fallait se garder de « mettre systématiquement en cause les soins nourriciers », elle ajoutait qu’il était difficile de « faire la part des facteurs organiques, métaboliques, psychologiques », aussi lui paraissait-il déjà « regrettable que les tenants des thèses psychodynamiques et ceux des thèses organicistes se situent dans des camps opposés et aboient les uns contre les autres ».

## Publications
- Expérience et éducation, Armand Colin éd., Paris 1968 (1965)
- La Forteresse vide, NRF Gallimard éd., Paris, 1969 (1967)
- L'Amour ne suffit pas, Fleurus éd., Paris 1970 (1950)
- Les Enfants du rêve, Robert Laffont éd., Paris, 1971 (1969)
- Les Évadés de la vie, Fleurus éd., Paris 1971 (1955)
- Les Blessures symboliques, NRF Galimard éd., Paris 1971 (1954)
- Le Cœur conscient, Robert Laffont éd., Paris, 1972 (1960)
- Dialogue avec les mères, Robert Laffont éd., Paris, 1973 (1962)
- Jeunesse à l'abandon, Privat éd., Paris 1973 (1965)
- Un lieu où renaître, Robert Laffont éd., Paris, 1975 (1974)
- Enfance et société, Delachaux et Niestlé éd., Paris 1976 (1950)
- Psychanalyse des contes de fées, Robert Laffont éd., Paris, 1976 (1976) rééd.1999:  (ISBN 2-266-09578-1)
- Survivre, Robert Laffont éd., Paris, 1979, rééd.1999:  (ISBN 2-266-09578-1)
- La Lecture et l'enfant, Robert Laffont éd., Paris, 1983 (1982): (ISBN 2-221-00982-7)
- Freud et l'âme humaine, Robert Laffont éd., Paris, 1984 (1983)
- Pour être des parents acceptables, Robert Laffont éd., Paris, 1988 (1987)
- Le Poids d'une vie, Robert Laffont éd., Paris, 1991 (1990)

## Critiques et controverses
Aujourd'hui, la personnalité et l’œuvre de Bettelheim sont soumises à des controverses. « Sa théorie sur les liens entre l’indifférence de la mère et l’autisme est considérée comme dépassée ». D'après Patrick Zimmermann, cité par Richard Pollak dans Le Livre noir de la psychanalyse, il est décrit par certains comme « psychanalyste autodidacte ».

### Biographie critique de Richard Pollak
D'après l'enquête de son biographe Richard Pollak, qui le qualifie d'« imposteur », Bruno Bettelheim a régulièrement menti dans son curriculum vitæ et à propos de ses titres universitaires durant les années 1940, notamment en prétendant être diplômé en psychologie ; le contexte de la Seconde Guerre mondiale rend très difficile toute vérification des faits. Au début des années 1940, alors qu'il commence à se faire connaître et enseigne à l'université de Chicago, ses propos ne sont pas remis en cause. Il assure avoir été libéré de Buchenwald par Eleanor Roosevelt, alors que rien ne le corrobore. Il affirme aussi avoir connu Sigmund Freud et avoir suivi des enfants autistes à Vienne, là aussi sans que rien permette de le confirmer.
D'après Pollak, les administrateurs de l'université de Chicago sont rassurés par son récit selon lequel il s'est occupé d'une enfant autiste à Vienne, et lui confient en  1944 la direction de l'école orthogénique. Il obtient la direction de cette école destinée aux enfants émotionnellement perturbés, dont certains sont diagnostiqués comme psychotiques ou autistes. Avec son équipe, il travaille dès lors à obtenir la guérison de l'autisme grâce à la psychanalyse, un objectif qui ne sera en réalité jamais atteint.

### Maltraitance et escroquerie
Dans leur chapitre intitulé « Distinguer la science de la pseudoscience », Mary E. MacDonald et la Pr Florence D. Digennaro Reed citent Bruno Bettelheim en tant qu'auteur et propagateur d'une hypothèse causale pseudoscientifique de l'autisme, elle-même à l'origine de grandes souffrances pour les enfants autistes et leur famille. Les applications de ces hypothèses ont en effet mené à des parentectomies, via le placement des enfants,. D'après le Dr. Bruce A. Thyer et Monica Pignotti, qui citent sa théorie psychodynamique parmi d'autres hypothèses pseudoscientifiques des troubles du neurodéveloppement, Bettelheim avance le chiffre de 85 % de réussites de son école orthogénique, sans s'appuyer sur la moindre étude.
Dans l'article du Washington Post du 26 août 1990, d’anciens patients et des membres de son personnel dénoncent sa brutalité et les mauvais traitements qu'il leur infligeait. Les entretiens de deux anciens patients et du frère d'un autre patient décrivent un tyran aux idées rigides, incapable d'autocritique, maltraitant ses patients. Plusieurs associations de parents d'enfants handicapés s’appuient sur ces témoignages pour promouvoir d'autres méthodes thérapeutiques.
En 1998, Richard Pollak, frère d'un autiste « soigné » par Bettelheim, l'accuse d'être un escroc manipulateur, mythomane et despotique, disposant de puissants soutiens financiers et médiatiques pour réduire ses détracteurs au silence. Nina Sutton, biographe de Bettelheim, conteste ces accusations et donne ses propres arguments concernant la position de Richard Pollak.

### Plagiats
Des éléments de la biographie de Bruno Bettelheim et de ses résultats ont été contestés (et déconstruction de cette critique, note précédente) par Richard Pollak, journaliste, frère d'un ancien patient de l’École orthogénique.
Psychanalyse des contes de fées a été dénoncé par l'anthropologue Alan Dundes comme un plagiat de A Psychiatric Study of Myths and Fairy Tales: their origin, meaning, and usefulness (1974) de Julius Heuscher. Psychanalyse des contes de fées est de ton comme de contenu très similaire au premier, cependant Julius E. Heuscher affirme qu’il ne croit pas au plagiat délibéré mais plutôt au concours de circonstances,,. Alan Dundes, lui-même auteur de livres sur le sujet des mythes, reproche à Bettelheim de ne pas citer les auteurs auxquels il emprunte éventuellement thèmes ou idées.